# Johann Ludwig Frey
Johann Ludwig Frey (Basilea, 16 novembre 1682 – Basilea, 27 febbraio 1759) è stato un teologo, storico e pastore svizzero di fede riformata.

## Biografia
Dopo aver studiato teologia, dal 1706 Johann Ludwig Frey fu docente di catechetica e lingue orientali all'Università di Basilea. Nel 1710/11 fu anche parroco a Kleinhüningen. Nel 1711 fu nominato nella cattedra di storia come successore di Jakob Christoph Iselin, che passò a quella di dogmatica. Divenne anche professore associato presso la Facoltà di Teologia. Nel 1737 divenne professore di Antico Testamento. Il suo successore alla cattedra di storia fu Jakob Christoph Beck.
Dopo la morte di Samuel Werenfels, Frey divenne il più importante rappresentante della cosiddetta "ortodossia ragionevole", che cercava di trovare un equilibrio tra la vecchia alta ortodossia protestante e il nuovo spirito dell'Illuminismo.
Frey rimase celibe per tutta la vita e nel 1747 fondò il Frey-Grynaeische Institut, in memoria del suo collega Johannes Grynaeus, con il compito di promuovere la ricerca e l'insegnamento teologico.
Amico e mentore di un tempo di Johann Jakob Wettstein, lo accusò di usare la critica testuale come mezzo per promuovere la teologia sociniana, cosa che fu indagata da una commissione del clero di Basilea.